# Jan Leżeński (kasztelan małogoski)
Jan Leżeński herbu Nałęcz (ok. 1498–1573) – kasztelan małogoski (1548–1563), połaniecki (od 1543), starosta przedborski (do 1569) i stromecki (od 1549)

## Życiorys
Syn starosty ryczywolskiego, inowłodzkiego i przedborskiego Abrahama i Anny z Szydłowieckich. Wnuk wojewody sieradzkiego Sędziwoja z Leżenic. Pochodził z możnowładczego rodu Nałęczów osiadłego na Mazowszu, po matce skoligacony z małopolskim magnackim rodem Szydłowieckich. 
Miał dwie siostry: Katarzynę za Janem Romiszewskim (Stokowskim) z Romiszowic herbu Jelita, kasztelanem konarskim łęczyckim, oraz Annę za Kasprem Maciejowskim herbu Ciołek, rycerzem jerozolimskim i stolnikiem sandomierskim (matkę wojewody lubelskiego Mikołaja Maciejowskiego).
Po śmierci ojca przejął starostwo przedborskie, doprowadzając je do rozkwitu gospodarczego. Dokonał przebudowy zamku w Przedborzu, nadając mu styl renesansowy. Wielokrotnie gościł na zamku królów Zygmunta Starego i Zygmunta Augusta, a także byłego wielkiego mistrza zakonu krzyżackiego księcia pruskiego Albrechta Hohenzollerna. 
W 1540 odkupił od krewnych rodowe Leżenice i Głowaczów wraz z zamkiem.
W 1525 poślubił dwórkę królowej Bony, Urszulę Maciejowską herbu Ciołek. Urszula była córką kasztelana radomskiego i lubelskiego Bernarda (zm. 1543) i Jadwigi z Podlodowskich, a jednocześnie bratanicą Kaspra Maciejowskiego – męża siostry Jana Leżeńskiego, Anny. Braćmi Urszuli byli Samuel (kanclerz wielki koronny), Stanisław (marszałek wielki koronny) i Bernard (kasztelan radomski i lubelski). 
Jan i Urszula mieli trzy córki i pięciu synów: 
- Annę za Jakubem Lasockim, kasztelanem łęczyckim, synem Stanisława i Zofii z Szydłowieckich
- Dorotę za Janem Tarło z Podhajec

- Katarzynę za Janem Pukarzewskim

- Mikołaja, kanonika krakowskiego

- Jana, stolnika sandomierskiego i starostę stromeckiego, ożenionego z kasztelanką lubelską Dorotą Zbąską z Leżenic (córką Stanisława)

- Samuela, dworzanina biskupa Hozjusza

- Mariana, kanonika krakowskiego

- Stanisława, dworzanina cesarza Ferdynanda w Pradze

Tylko 2 z 5 synów przeżyło rodziców.
Pod koniec życia osiadł w odziedziczonym po stryju Mikołaju majątku Chełmo, gdzie został pochowany w miejscowym kościele pw. św. Mikołaja. Renesansowy nagrobek Jana Leżeńskiego, najprawdopodobniej dłuta Jana Michałowicza, znajduje się w dobudowanej przez Leżeńskiego kaplicy św. Anny. 
Żona Jana – Urszula została pochowana w Brzezinach (w majątku córki – Anny Lasockiej). Nagrobek autorstwa Jana Michałowicza znajduje się w miejscowym kościele pw. Podwyższenia Św. Krzyża. 